# Digitaria
Digitaria és un gènere de plantes de la família de les Poàcies.

## Taxonomia
- Digitaria abyssinica (Hochst. ex A.Rich.) Stapf

- Digitaria arechavaletae Roseng.et al.
- Digitaria arenicola (Swallen) Beetle
- Digitaria argyrograpta (Nees) Stapf
- Digitaria argyrotricha (Andersson) Chiov.
- Digitaria bicornis (Lam.) Roem. & Schult.
- Digitaria brazzae (Franch.) Stapf
- Digitaria brownii (Roem. & Schult.) Hughes
- Digitaria californica (Benth.) Henrard
- Digitaria ciliaris (Retz.) Koeler
- Digitaria coenicola (F.Muell.) Hughes
- Digitaria cognata (Schult.) Pilg.
- Digitaria cruciata (Nees ex Steud.) A.Camus
- Digitaria ctenantha (F.Muell.) Hughes
- Digitaria debilis (Desf.) Willd.
- Digitaria diagonalis (Nees) Stapf
- Digitaria didactyla Willd.
- Digitaria divaricatissima (R.Br.) Hughes
- Digitaria diversinervis (Nees) Stapf
- Digitaria endlichii
- Digitaria enodis (Hack. ex Arechav.)
- Digitaria eriantha Steud.
- Digitaria eriostachya Mez
- Digitaria exilis (Kippist) Stapf - "fonio"
- Digitaria eylesii C.E.Hubb.
- Digitaria filiformis (L.) Koeler - forcadella petita
- Digitaria floridana Hitchc.
- Digitaria fuscescens (J.Presl) Henrard
- Digitaria gazensis Rendle
- Digitaria glauca A.Camus
- Digitaria henryi Rendle
- Digitaria horizontalis Willd.
- Digitaria iburua Stapf
- Digitaria insularis (L.) Fedde
- Digitaria ischaemum (Schreb. ex Schweigg.) Schreb. ex Muhl.
- Digitaria lancifolia
- Digitaria leiantha (Hack.) Parodi
- Digitaria leptorrhachis (Pilg.) Stapf
- Digitaria longiflora (Retz.) Pers.
- Digitaria macroblephara (Hack.) Stapf
- Digitaria maitlandii Stapf & C.E.Hubb.
- Digitaria maniculata Stapf
- Digitaria mariannensis Merr.
- Digitaria milanjiana (Rendle) Stapf
- Digitaria monodactyla (Nees) Stapf
- Digitaria natalensis Stent
- Digitaria nemoralis Henrard
- Digitaria nodosa Parl.
- Digitaria papposa (R.Br.) P.Beauv.
- Digitaria parviflora (R.Br.) Hughes
- Digitaria pauciflora Hitchc.
- Digitaria phaeothrix (Trin.) Parodi
- Digitaria polyphylla Henrard
- Digitaria radicosa (C.Presl) Miq.
- Digitaria sacchariflora (Nees) Henrard
- Digitaria saltensis Henrard
- Digitaria sanguinalis (L.) Scop. - forcadella o peu de poll
- Digitaria setigera Roth
- Digitaria stricta Roth
- Digitaria swalleniana Henrard
- Digitaria swazilandensis Stent
- Digitaria swynnertonii
- Digitaria ternata (A.Rich.) Stapf
- Digitaria tricholaenoides Stapf
- Digitaria velutina (Forssk.) P.Beauv.
- Digitaria violascens Link

(vegeu-ne una relació més exhaustiva a Wikispecies)

## Sinònims
Acicarpa  Raddi, 
Digitariella  De Winter, 
Digitariopsis  C. E. Hubb., 
Elytroblepharum  (Steud.) Schltdl., 
Eriachne  Phil., 
Gramerium  Desv., 
Leptoloma  Chase, 
Sanguinaria  Bubani, 
Sanguinella  Gleichen, 
Syntherisma  Walter, 
Trichachne  Nees, 
Valota  Adans.